# Žale Javno podjetje
Žale Javno podjetje d.o.o. je javno podjetje (družba z omejeno odgovornostjo), ki je del holdinga Javni holding Ljubljana, ki nudi pogrebne in pokopališke storitve na področju Mestne občine Ljubljana.
Podjetje upravlja in oskrbuje naslednja pokopališča: Pokopališče Žale, Pokopališče Stožice, Pokopališče Šentvid, Pokopališče Dravlje, Pokopališče Vič, Pokopališče Rudnik, Pokopališče Štepanja vas, Pokopališče Bizovik, Pokopališče Sostro in Pokopališče Polje. Leta 2006 naj bi podjetje prevzelo še naslednja pokopališča: Pokopališče Črnuče, Pokopališče Šentjakob, Pokopališče Šmartno pod Šmarno goro, Pokopališče Janče, Pokopališče Prežganje, Pokopališče Javor, Pokopališče Mali Lipoglav in Pokopališče Šentpavel.
V sklopu podjetja deluje tudi Upepeljevalnica Žale Ljubljana, edina upepepljevalnica v Sloveniji.